# Bośnia i Hercegowina na Letnich Igrzyskach Paraolimpijskich 2004
Bośnię i Hercegowinę na Letnich Igrzyskach Paraolimpijskich 2004 w Atenach reprezentowało 15 sportowców, wyłącznie mężczyzn. Był to trzeci występ reprezentacji tego kraju na letnich igrzyskach paraolimpijskich (po startach w latach 1996 i 2000). 
Bośniacy zwyciężyli w siatkówce na siedząco, co dało reprezentacji tego kraju 57. miejsce w tabeli medalowej.

## Zdobyte medale
| Medal | Zawodnik | Dyscyplina            | Konkurencja      |
| ----- | --- | --------------------- | ---------------- |
| Złoto | Safet Alibašić Fikret Čaušević Sabahudin Delalić Esad Durmišević Ismet Godinjak Dževad Hamzić Ermin Jusufović Zikret Mahmić Adnan Manko Asim Medić Ejub Mehmedović Nedžad Salkić | Siatkówka na siedząco | turniej mężczyzn |

## Wyniki

### Kolarstwo
| Zawodnik       | Konkurencja                      | Finał    | Finał   | Źródło |
| Zawodnik       | Konkurencja                      | Rezultat | Miejsce | Źródło |
| -------------- | -------------------------------- | -------- | ------- | ------ |
| Nezir Lupčević | wyścig uliczny/trial na czas LC1 | 30 pkt.  | 14      | [ 3 ]  |

### Lekkoatletyka
| Zawodnik    | Konkurencja           | Finał              | Finał   | Źródło |
| Zawodnik    | Konkurencja           | Rezultat           | Miejsce | Źródło |
| ----------- | --------------------- | ------------------ | ------- | ------ |
| Halid Mekić | pchnięcie kulą F44/46 | 12,43 m (855 pkt.) | 11      | [ 4 ]  |

### Pływanie
| Zawodnik          | Konkurencja                 | Eliminacje | Eliminacje | Finał    | Finał   | Źródło |
| Zawodnik          | Konkurencja                 | Rezultat   | Miejsce    | Rezultat | Miejsce | Źródło |
| ----------------- | --------------------------- | ---------- | ---------- | -------- | ------- | ------ |
| Admir Ahmethodžić | 100 m stylem grzbietowym S9 | 1:16,69    | 6          | NQ       | NQ      | [ 5 ]  |
| Admir Ahmethodžić | 400 m stylem dowolnym S9    | 5:01,64    | 8          | NQ       | NQ      | [ 6 ]  |

### Siatkówka na siedząco
- Reprezentacja mężczyzn

| - Safet Alibašić - Fikret Čaušević - Sabahudin Delalić - Esad Durmišević - Ismet Godinjak - Dževad Hamzić |  | - Ermin Jusufović - Zikret Mahmić - Adnan Manko - Asim Medić - Ejub Mehmedović - Nedžad Salkić |

| Drużyna              | Konkurencja | Faza grupowa     | Faza grupowa          | Faza grupowa     | Faza grupowa | Ćwierćfinały     | Półfinały        | Finał            | Pozycja | Źródło |
| Drużyna              | Konkurencja | Przeciwnik Wynik | Przeciwnik Wynik      | Przeciwnik Wynik | Pozycja      | Przeciwnik Wynik | Przeciwnik Wynik | Przeciwnik Wynik | Pozycja | Źródło |
| -------------------- | ----------- | ---------------- | --------------------- | ---------------- | ------------ | ---------------- | ---------------- | ---------------- | ------- | ------ |
| Bośnia i Hercegowina | mężczyźni   | Egipt 3:0        | Stany Zjednoczone 3:0 | Grecja 3:0       | 1            | Japonia 3:0      | Niemcy 3:0       | Iran 3:2         |         | [ 7 ]  |